# Хримлян, Арменак Иванович
Арменак Иванович Хримлян (1906—1992) — советский армянский организатор здравоохранения.

## Биография
Родился 16 октября 1906 года в Нахичевани-на-Дону.
В 1930 году окончил медицинский факультет Ереванского государственного университета. Работал хирургом в Ереване, затем с 1933 по 1938 год был главным врачом в городе Кафане.
В 1938—1940 годах работал ординатором в хирургической клинике профессора Н. Н. Петрова в Ленинграде. В 1940 году был назначен заместителем наркома здравоохранения Армении. В годы Великой Отечественной войны работал в госпиталях, майор медицинской службы.
С 1949 по 1960 год занимал пост министра здравоохранения Армянской ССР. С 1961 по 1969 год возглавлял Центральную клиническую больницу IV Главного управления при Министерстве здравоохранения СССР. С 1969 по 1971 год работал заместителем директора по науке Центрального института санитарного просвещения в Москве.
В 1971 году вернулся в Армению. С 1971 по 1975 год был директором Армянского Научно-исследовательского института гигиены труда и профзаболеваний. С 1975 года и до конца жизни работал заведующим лабораторией социально-гигиенических исследований и гигиены детей и подростков этого же института.
Работая в Москве, являлся депутатом Московского городского совета депутатов трудящихся (по 375 округу). Был награждён орденами «Трудового Красного Знамени» и «Знак Почёта», а также медалями.
Умер в 1992 году. Был похоронен на Тохмахском кладбище в Ереване.
Сын — Юлий Арменакович Хримлян (род. 1933), кардиохирург.